# Chincoteague (cràter marcià)
Chincoteague és un cràter d'impacte del planeta Mart situat al Sud-Oest del cràter Kumara, a l'Oest de Loja i al Nord-Est de Kufra, a 41.2° Nord i 124º Est. L'impacte va causar un clavill de 37 quilòmetres de diàmetre. El nom va ser aprovat en 1979 per la Unió Astronòmica Internacional, en honor de la localitat nord-americana de Chincoteague a l'estat de Virgínia.